# Layer de la Haye
Layer de la Haye lub Layer-de-la-Haye – wieś i civil parish w Anglii, w hrabstwie Essex, w dystrykcie Colchester. Leży 29 km na północny wschód od miasta Chelmsford i 78 km na północny wschód od Londynu. W 2011 roku civil parish liczyła 1767 mieszkańców.